# Spöke på semester
Spöke på semester är en svensk komedifilm från 1951 i regi av Gösta Bernhard. I dubbla huvudroller ses Stig Järrel.

## Om filmen
Filmen premiärvisades den 3 september 1951 på biograf Astoria vid Nybrogatan i Stockholm. Den spelades in vid Sandrew-ateljéerna i Stockholm med exteriörer från olika platser i Stockholm av Göran Strindberg. Som förlaga till filmen har man ett aprilskämt om en guldfyndighet i samband med grävskopornas verksamhet i Stockholms city året före inspelningen. För danserna i filmen engagerades Södra Teaterns och Oscars baletter, som koreograferades av Sven Lykke. I filmen ingår ett krogslagsmål där man engagerat ett antal starka svenska karlar, bland andra Gösta Frändfors och Oscar Nygren.
Spöke på semester har visats i SVT, bland annat 2014, 2015 och i mars 2020.

## Rollista i urval
- Stig Järrel – amanuens Trymbald (Sebastian Alarik) Borgkrona, kallad Trybbe
- Sven Magnusson – advokat Målbrott
- Åke Fridell – agronom Bovén, förvaltare på Skumborg
- Arne Källerud – Viktor, hovmästare och betjänt på Skumborg
- Douglas Håge – Vilhelm Adolfsvärd
- Astrid Bodin – fru Adolfsvärd
- Ingrid Backlin – Gullan Adolfsvärd, deras dotter, Trynbalds fästmö
- Git Gay – saloonsångerskan
- Eric Gustafson – bartender på saloonen
- Stig Järrel – riddar Sebastian, spökande stamfader på Skumborg
- Iréne Söderblom – Vackra Beatrice, spöke, Sebastians fästmö
- Kai Gullmar – Kristin, "vita frun", spöke
- John Melin – fader Anselm, spöke
- Carl-Gustaf Lindstedt – professor Knas, lingvist, spöke
- Gösta Bernhard – kompositören, spöke
- Georg Adelly – Flädermusen, spöke

## Musik i filmen
- Jag är så bekymrad för männen, kompositör och text Gösta Bernhard, sång Git Gay
- Med glimten i ögat, kompositör Per-Martin Hamberg, text Stig Bergendorff, sång Git Gay och John Norrman
- I'm Popeye the Sailor Man (titel Karl-Alfred), kompositör och text Sammy Lerner, instrumental